# Бонниригг Роуз
«Бонниригг Роуз» (англ. Bonnyrigg Rose Football Club) — шотландский профессиональный футбольный клуб из города Бонниригг, недалеко от Эдинбурга, основанный в 1881-м году. Свои домашние матчи проводит на стадионе «Нью Дантас Парк». На протяжении 120-и лет клуб был членом Шотландской Младшей ФА, но сейчас является членом ШФА и выступает в Шотландской Профессиональной Футбольной Лиге.
В начале 1950-х годов за команду выступал в будущем знаменитый актёр Шон Коннери. По воспоминаниям одноклубников Коннери играл на позиции вингера под номером 7, но основным игроком команды не был.

## История
«Бонниригг Роуз» был основан в 1881-м году на базе местной команды «Бонниригг Свифтс», которая носила прозвище «Роза». В 1889-м «розы» объединились с другим местным клубом, «Бонниригг Атлетик», и стали называться «Бонниригг Роуз Атлетик», под этим названием команда была известна большую часть своей истории. В 1898-м году клуб завоевал свой первый трофей — Младший кубок Восточной Шотландии. Это единственный значительный трофей «Бонниригг Роуз» до 60-х годов XX века. Всё это время команда выступала в различных региональных турнирах под эгидой Младшей ФА и успела выиграть ряд местных кубков в 20-30-е годы.
Первый крупный трофей «Бонниригг Роуз Атлетик» выиграл в 1966-м году, когда клуб сумел завоевать Младший Кубок Шотландии. Победа в переигровке финала над «Уитберн ФК» со счётом 6:1 до сих пор считается крупнейшей в истории финальных матчей кубка. «Розы» повторили этот успех в 1978-м году, кроме того они играли в финале 1972-о года, но потерпели поражение. В это время команда относилась к различным восточным региональным лигам Шотландской Младшей Футбольной Ассоциации и четырежды праздновала победу в высшем дивизионе Восточной младшей футбольной лиги.
В 2002-м году «Бонниригг Роуз Атлетик» вошёл в число клубов-учредителей Суперлиги Восточного Региона (ШМФА) и впоследствии стал самой титулованной командой в истории этого турнира, выиграв его четыре раза. Это позволило команде участвовать в розыгрыше Кубка Шотландии. Наиболее запоминающейся стала компания в сезоне 2016/17, когда скромный любительский клуб выбил из турнира представителя Чемпионшипа «Дамбартон» и вышел в четвёртый раунд, где проиграл действующему обладателю Кубка, «Хиберниану», с разгромным счётом 1:8.
В 2018-м году после 120-и лет в ШМФА «розы» подали заявку на вступление в лигу Восточной Шотландии и оказались в числе других 25-и команд с востока Шотландии перешедших из Младшей Ассоциации в Лигу Востока. Уже через год «Бонниригг Роуз» выиграл Восточную Лигу и вышел в Лигу Лоуленда, тогда же клуб стал членом Шотландской Футбольной Ассоциации. Дважды закончив сезон в тройке лидеров (2-е и 3-е место) «розы» выиграли Лигу Лоуленда в сезоне 2021/22, после чего в финале плей-офф за повышение обыграли «Кауденбит» и впервые в своей истории вышли в Лигу 2. В это же время клуб отказался от использования слова «Атлетик» в своём названии.

## Цвета и эмблема
Традиционные цвета клуба — красный и белый. Изначально «Бонниригг Роуз» играл в красно-чёрной форме, но уже с 1920-х годов использовались только красно-белые цвета. Домашняя форма преимущественно выполнена с красно-белыми частыми горизонтальными полосами, шорты и гетры как правило красные или белые. Только в 2018-м году использовались чёрные шорты. Примечательно, что в финале Младшего Кубка Шотландии 1978-о года «Бонниригг Роуз» играл в форме от известного футбольного экипировщика Admiral, который в то время так же делал форму для «Лидса» и сборной Англии.
Нынешняя эмблема клуба была презентована в 2013-м году, на ней изображён главный символ клуба — роза. Примечательно, что уже тогда с эмблемы пропало слово «Атлетик», которое совсем перестало использоваться клубом только в 2022-м году. Предыдущая версия клубной эмблемы так же представляла собой розу вписанную в круг.

## Достижения

### Любительские
- Лига Лоуленда:
  - Чемпион: 2021/22
  - Вице-чемпион: 2019/20
- Лига Восточной Шотландии:
  - Чемпион: 2018/19
- Конференция B лиги Восточной Шотландии:
  - Победитель: 2018/19
- Младший кубок Шотландии:
  - Победитель (2): 1965/66, 1977/78
  - Финалист: 1971/72
- Суперлига Восточного региона (ШМФА)
  - Чемпион (4): 2008/09, 2011/12 , 2015/16 , 2017/18 (рекорд)
  - Вице-чемпион (3): 2006/07, 2012/13 , 2016/17
- Первый дивизион Восточной младшей футбольной лиги:
  - Чемпион (3): 1975/76, 1976/77, 1984/85
- Второй дивизион Восточной младшей футбольной лиги:
  - Чемпион: 1983/84
- Младший кубок Восточного региона:
  - Победитель(6): 1897/98, 1962/63, 1985/86, 1986/87, 2002/03, 2005/06, 2012/13
- Восточный младший кубок лиги:
  - Победитель(5): 1975/76, 1983/84, 1984/85, 1987/88, 2000/01

## Рекорды и статистика
- Самая крупная домашняя победа: 6-0 — против «Вейл оф Лейтон» в Лоуланд Лиге 28 июля 2019 г.[11]
- Самая крупная гостевая победа: 5-0 — против «Университета Глазго» в Кубке Вызова 14 сентября 2019 г.[11]
- Самое крупное домашнее поражение: 1-8 — против «Хиберниана» в Кубке Шотландии 21 января 2017 г.[11]
- Самое крупное гостевое поражение: 0-5 — против «Алло Атлетик» в Кубке Шотландии 27 ноября 2021 г.[11]
- Самый результативный матч: 1-8 — против «Хиберниана» в Кубке Шотландии 21 января 2017 г.[11]
- Самый посещаемый домашний матч: 2 057 — на матче против «Элгин Сити» в Лиге 2 6 мая 2023 г.[11]

## Личные достижения футболистов
Игроки национальных сборных
- Джим Хермистон[англ.] — воспитанник «Бонниригг Роуз», играл за сборную Шотландской Лиги
- Джим Маккей[англ.] — воспитанник, игрок сборной Австралии, участник Чемпионата Мира 1974-о года
- Крэйг Патерсон[англ.] — воспитанник, игрок молодёжной сборной Шотландии
- Пэт Стэнтон — воспитанник, впоследствии играл за сборную Шотландии
- Крис Робертсон[англ.] — бывший игрок молодёжной сборной Шотландии, играл за «Бонниригг Роуз» в конце карьеры
- Пер Бартрам[англ.] — бывший игрок сборной Дании, играл за «Бонниригг Роуз» в конце карьеры.